# Schwedische Tischtennisnationalmannschaft
Die schwedische Tischtennisnationalmannschaft der Herren ist die Auswahlmannschaft des schwedischen Tischtennisbundes, die für den Verband an internationalen Wettbewerben spielt. Mit fünf WM- und 15 EM-Titeln gehört das Team zu den erfolgreichsten Tischtennis-Mannschaften der Welt.

## Erfolge

### Olympische Spiele
- Silber (1): 2024

### Weltmeisterschaften
- Gold (5): 1973, 1989, 1991, 1993, 2000
- Silber (5): 1930, 1983, 1985, 1987, 1995
- Bronze (6): 1963, 1967, 1975, 1977, 2001, 2018

### Europameisterschaften
- Gold (15): 1964, 1966, 1968, 1970, 1972, 1974, 1980, 1986, 1988, 1990, 1992, 1996, 2000, 2002, 2023
- Silber (5): 1960, 1962, 1976, 1994, 2011
- Bronze (7): 1958, 1984, 1998, 2003, 2014, 2019, 2021

### Europaspiele
- Silber (2): 2019, 2023

## Geschichte

Weltranglistenplatzierungen der vier besten schwedischen Tischtennisspieler 2001–2020

Bei den ersten Weltmeisterschaften vor dem Zweiten Weltkrieg war Schweden nur dreimal vertreten, konnte dabei aber 1930 die Silbermedaille gewinnen. Die erste Medaille der Nachkriegszeit war Bronze bei der ersten Europameisterschaft 1958. In den 60er Jahren setzte dann eine schwedische Dominanz in Europa ein – unter anderem holte das Team von 1964 bis 1974 sechs EM-Titel in Folge –, die sich auch bei Weltmeisterschaften bemerkbar machte. 1973 gewann Schweden seinen ersten WM-Titel, die erfolgreichste Phase begann dann Anfang der 80er Jahre, als das schwedische Team bei den Weltmeisterschaften von 1983 bis 1987 erst dreimal in Folge Silber und dann von 1989 bis 1993 dreimal in Folge Gold gewann. Spieler wie Jan-Ove Waldner und Jörgen Persson, die auch im Einzel Weltmeister werden konnten, gehörten zu dieser Zeit zu den stärksten Spielern der Welt. Auch 2000 konnte durch einen überraschenden Finalsieg über China noch einmal der Titel geholt werden, 2001 zumindest Bronze, und 2002 gewann Schweden zum vorerst letzten Mal die Europameisterschaft.

Weltranglistenplatzierungen der vier besten schwedischen Tischtennisspieler seit 2021

In den Jahren danach zeichneten sich jedoch, nicht zuletzt durch fehlenden Nachwuchs, nachlassende Leistungen ab. Auf die EM-Bronzemedaille von 2003 folgte acht Jahre lang keine weitere Medaille. Noch 2008, als Jan-Ove Waldner und Peter Karlsson ihre internationale Karriere beendeten, waren sie und Jörgen Persson trotz eines Alters von 38 bis 42 Jahren noch die laut Weltrangliste besten schwedischen Spieler. Jens Lundqvist und Pär Gerell konnten zwar wiederholt in die Top 50 vorstoßen, sich aber nicht in der Weltspitze etablieren. 2011 gelang dennoch der Gewinn der Silbermedaille bei der Europameisterschaft. Ab 2014, als EM-Bronze geholt wurde, besserte sich die Nachwuchssituation allmählich wieder, mit Kristian Karlsson und Mattias Karlsson (später Falck) stießen 2016/2017 wieder junge Spieler in die Top 25 vor. Bei der Europameisterschaft 2017 ging Schweden daher als einer der Favoriten ins Rennen, unterlag im Viertelfinale aber überraschend Slowenien mit 2:3. Nach Siegen unter anderem über Hongkong, Taiwan und England, das vorher schon Vize-Weltmeister Japan geschlagen hatte, erreichte Schweden bei der WM 2018 das Halbfinale, das gegen China verloren ging, und gewann damit die erste WM-Medaille seit 2001.
2019, als mit Mattias Falck zum ersten Mal seit 2002 wieder ein schwedischer Spieler in die Top 10 vorstoßen konnte, gewann Schweden Silber bei den Europaspielen und Bronze bei der Europameisterschaft. 2021 folgte nach einer überraschenden Halbfinalniederlage gegen Russland eine weitere EM-Bronzemedaille. Im Jahr darauf erreichte auch Truls Möregårdh eine Platzierung in den Top 10, bei der Weltmeisterschaft traf Schweden aber schon im Viertelfinale auf Titelfavorit China und schied nach einer 0:3-Niederlage medaillenlos aus. 2023 wurde Schweden Europameister, was den ersten Titelgewinn seit 2002 darstellte.
Nachdem das schwedische Team bei der WM 2024 schon im Achtelfinale gegen Taiwan ausgeschieden war, konnte es bei den Olympischen Spielen in Paris mit Deutschland und Japan die Silber- und Bronzemedaillengewinner von 2021 besiegen; nach einer Finalniederlage gegen China holte Schweden Silber und damit die erste olympische Mannschaftsmedaille.

## Aktuelle Besetzung
- Mattias Falck
- Anton Källberg
- Kristian Karlsson
- Truls Möregårdh
- Jon Persson
- Elias Ranefur
- Jörgen Persson (Trainer, seit Oktober 2020)

## Turnierergebnisse
| Jahr | EM          | ES            | WM            | OS            | WTC             |
| ---- | ----------- | ------------- | ------------- | ------------- | --------------- |
| 2024 |             |               | Achtelfinale  | Silber        |                 |
| 2023 | Gold        | Silber        |               |               |                 |
| 2022 |             |               | Viertelfinale |               |                 |
| 2021 | Halbfinale  |               |               | Viertelfinale |                 |
| 2020 |             |               | ausgefallen   |               |                 |
| 2019 | Halbfinale  | Silber        |               |               | 9.–12. Platz    |
| 2018 |             |               | Halbfinale    |               | 9.–12. Platz    |
| 2017 | 5. Platz    |               |               |               |                 |
| 2016 |             |               | Viertelfinale | Viertelfinale |                 |
| 2015 | 5. Platz    | Viertelfinale |               |               | keine Teilnahme |
| 2014 | Halbfinale  |               | 9.–12. Platz  |               |                 |
| 2013 | 5. Platz    |               |               |               | 9.–12. Platz    |
| 2012 |             |               | Viertelfinale | Achtelfinale  |                 |
| 2011 | Silber      |               |               |               | keine Teilnahme |
| 2010 | 6. Platz    |               | 9.–12. Platz  |               | keine Teilnahme |
| 2009 | 8. Platz    |               |               |               | keine Teilnahme |
| 2008 | 5. Platz    |               |               | 9.–12. Platz  |                 |
| 2007 | 17. Platz   |               |               |               | keine Teilnahme |
| 2006 |             |               | 10. Platz     |               |                 |
| 2005 | 7. Platz    |               |               |               |                 |
| 2004 |             |               | 4. Platz      |               |                 |
| 2003 | 3. Platz    |               |               |               |                 |
| 2002 | Gold        |               |               |               |                 |
| 2001 |             |               | Halbfinale    |               |                 |
| 2000 | Gold        |               | Gold          |               |                 |
| 1998 | 3. Platz    |               |               |               |                 |
| 1997 |             |               | Viertelfinale |               |                 |
| 1996 | Gold        |               |               |               |                 |
| 1995 |             |               | Silber        |               |                 |
| 1994 | Silber      |               |               |               |                 |
| 1993 |             |               | Gold          |               |                 |
| 1992 | Gold        |               |               |               |                 |
| 1991 |             |               | Gold          |               |                 |
| 1990 | Gold        |               |               |               |                 |
| 1989 |             |               | Gold          |               |                 |
| 1988 | Gold        |               |               |               |                 |
| 1987 |             |               | Silber        |               |                 |
| 1986 | Gold        |               |               |               |                 |
| 1985 |             |               | Silber        |               |                 |
| 1984 | 3. Platz    |               |               |               |                 |
| 1983 |             |               | Silber        |               |                 |
| 1982 | 4. Platz    |               |               |               |                 |
| 1981 |             |               | 11.–12. Platz |               |                 |
| 1980 | Gold        |               |               |               |                 |
| 1979 |             |               | 7.–8. Platz   |               |                 |
| 1978 | 7. Platz    |               |               |               |                 |
| 1977 |             |               | 3. Platz      |               |                 |
| 1976 | Silber      |               |               |               |                 |
| 1975 |             |               | 3. Platz      |               |                 |
| 1974 | Gold        |               |               |               |                 |
| 1973 |             |               | Gold          |               |                 |
| 1972 | Gold        |               |               |               |                 |
| 1971 |             |               | 4. Platz      |               |                 |
| 1970 | Gold        |               |               |               |                 |
| 1969 |             |               | 5.–6. Platz   |               |                 |
| 1968 | Gold        |               |               |               |                 |
| 1967 |             |               | 3. Platz      |               |                 |
| 1966 | Gold        |               |               |               |                 |
| 1965 |             |               | 5.–6. Platz   |               |                 |
| 1964 | Gold        |               |               |               |                 |
| 1963 |             |               | Halbfinale    |               |                 |
| 1962 | Silber      |               |               |               |                 |
| 1961 |             |               | 4.–6. Platz   |               |                 |
| 1960 | Silber      |               |               |               |                 |
| 1959 |             |               | 5.–8. Platz   |               |                 |
| 1958 | 5.–6. Platz |               |               |               |                 |